# Jahodná (okres Dunajská Streda)
Jahodná (dříve Eperjes, maďarsky Pozsonyeperjes) je obec na Slovensku v okrese Dunajská Streda. V obci žije přibližně 1 700 obyvatel. První písemná zmínka o této obci pochází z roku 1569. Protéká skrz ni řeka Malý Dunaj. V blízkosti je chatová oblast Alba Régia, která leží u jednoho meandru Malého Dunaje. Tato část je často (přibližně jednou za tři roky) postižena záplavami. Malý Dunaj je překlenut mostem pro pěší. Blízko se nacházejí velké lužní lesy.

## Pamětihodnosti
- Římskokatolický kostel sv. Petra a Pavla, jednolodní původně barokní stavba s půlkruhovým ukončením presbytáře a věží tvořící součást její hmoty, z let 1748 až 1750. Donátory kostela byli Esterházyové. Úpravami prošel v roce 1882 a po druhé světové válce. Interiér je zaklenut pruskými klenbami. Nachází se zde oltář Piety s kamennou polychromovanou rustikální sochou z druhé poloviny 18. století, kazatelna je klasicistní z druhé poloviny 18. století, křtitelnice je mramorová se sochou Křest Krista z konce 19. století. Fasády kostela jsou členěny pilastry s bosováním a půlkruhově ukončenými okny s profilovanými šambránami. Průčelí je ukončeno vysokou atikou členěnou pilastry se středním rizalitem ukončeným trojúhelníkovým štítem s tympanonem. Věž je členěna nárožním bosováním a ukončena jehlancovou helmicí.[3]
- Vodní mlýn s elektrárnou a pilou, technická památka, soubor jednopodlažních zděných staveb z období kolem roku 1920. Obnovou prošel v roce 1999.[4]